# Eupithecia ornata
Eupithecia ornata là một loài bướm đêm trong họ Geometridae.